# 마리아 피아 칼초네

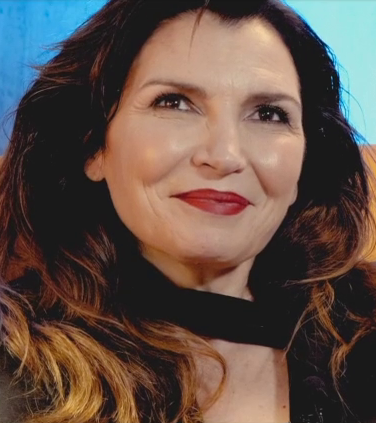

마리아 피아 칼초네(Maria Pia Calzone, 1967년 10월 10일 ~ )는 이탈리아의 배우이다.
레이노에서 태어났다.

## 영화
- 베네데타 폴리아 (2018년)
- 나폴리: 위험한 유혹 (2017년)
- 신데렐라 더 캣 (2017년)
- 너만을 사랑해 (2015년)
- 위 니드 투 토크 (2015년)